# 안디 셀바
안디 셀바(Andy Selva, 1976년 5월 23일 ~ )는 이탈리아 태생의 산마리노의 전 축구 선수이자 현 축구 지도자로 현재 트레 피오리의 감독직을 맡고 있다. 또한 선수 시절 스트라이커로 활약했으며 마시모 보니니와 함께 산마리노의 축구 영웅으로 평가받고 있다.

## 선수 시절
1994년부터 2018년까지 이탈리아와 산마리노의 여러 프로팀에서 활동했고 특히 2014년부터 2018년까지 산마리노의 프로팀인 SP 라 피오리타에서 68경기를 뛰는 동안 36골을 터뜨리면서 팀의 캄피오나토 삼마리네세 2013-14 시즌과 2016-17 시즌 우승, 코파 티타노 2회 우승, 산마리노 슈퍼컵 3회 준우승에 기여했다.
또한 국가대표팀에서는 A매치 74경기를 뛰는 동안 8골을 터뜨리면서 산마리노 국가대표 선수 가운데 최다 출장수 및 최다 득점을 기록했고 특히 2004년 홈에서 열린 리히텐슈타인과의 친선 경기에서 선제골이자 결승골을 터뜨리며 산마리노의 국제 경기 사상 첫 승을 선물했으며 2016년 대표팀에서 은퇴를 선언했고 2년 후인 2018년 소속팀이었던 라 피오리타에서도 은퇴를 선언하면서 선수 생활을 완전히 마감했다.

## 은퇴 이후
2018년 현역에서 물러난 뒤 산마리노 U-17 대표팀의 감독으로 선임되어 2019년까지 팀을 이끌었고 2020년 캄피오나토 삼마리네세 소속팀인 SS 페나로사의 사령탑으로 전격 선임되었다.